# Димитър Тодоров (Крушево)
Димитър Тодоров, известен като Мито Папукчията, е български революционер от XIX век.

## Биография
Роден е в централния македонски българо-влашки градец Крушево. По професия е обущар. Преследван от османските власти, емигрира във Влашко и отваря хан в Гюргево. Влиза в средите на революционната емиграция и минава с чета в България. Заловен е от властите и лежи пет месеца в затвора. След излизането си от затвора се установява в Дупница. Баща е на Иван Димитров (1874 – 1904) и Станке Димитров (1889 – 1944) – леви революционни дейци.
Къщата, която построява в Дупница през 1912 година, е превърната в музей на Станке Димитров – Марек през 1954 година. Възстановена е и отваря врати през 2023 година като етнографски музей.